# Реомюр (лунный кратер)
Кратер Реомюр (лат. Réaumur) — крупный ударный кратер в области южного побережья Залива Центральный, практически в центре видимой стороны Луны. Название присвоено в честь французского естествоиспытателя Рене Антуана Реомюра (1683—1757) и утверждено Международным астрономическим союзом в 1935 г. 

## Описание кратера

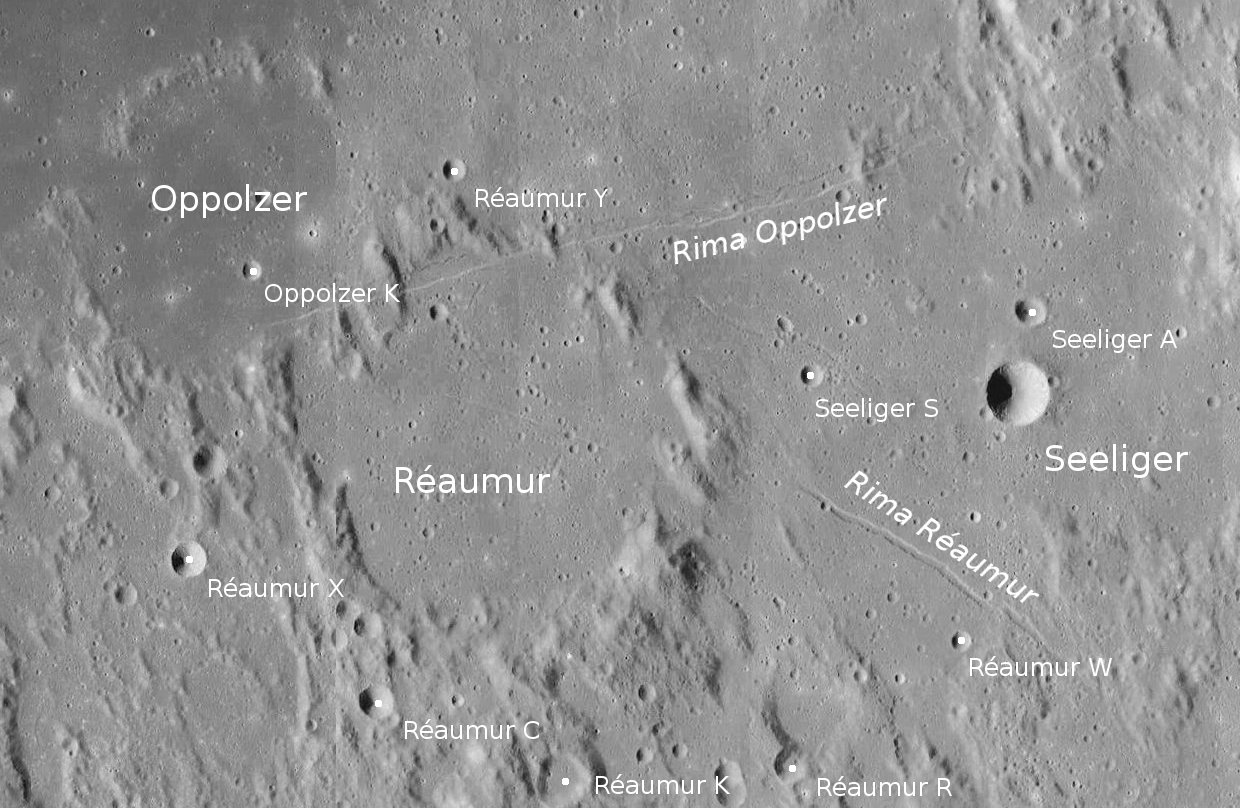
Окрестности кратера Реомюр. Снимок зонда Lunar Reconnaissance Orbiter.

Ближайшими соседями кратера Реомюр являются кратер Оппольцер примыкающий к нему на северо-западе; маленькие кратеры Брюс и Блэгг на севере; кратер Зелигер на востоке; кратер Гиппарх на юго-востоке; кратер Гюлден на юге; кратер Шперер на юго-западе и кратер Фламмарион на западе. Северная часть кратера рассечена бороздой Оппольцера; от восточной оконечности вала кратера начинается борозда Реомюра. Селенографические координаты центра кратера 2°27′ ю. ш. 0°44′ в. д. / 2,45° ю. ш. 0,73° в. д., диаметр 51,3 км, глубина 820  м.
Кратер Реомюр имеет полигональную форму, значительно разрушен и затоплен лавой. Вал сглажен, имеет многочисленные разрывы и представляет собой кольцо отдельно стоящих пиков и хребтов, южная часть вала примыкает к гористой местности. Дно чаши ровное, отмечено множеством мелких кратеров. 

## Сателлитные кратеры
| Реомюр | Координаты                                        | Диаметр, км |
| ------ | ------------------------------------------------- | ----------- |
| A      | 4°20′ ю. ш. 0°13′ в. д. / 4,33° ю. ш. 0,21° в. д. | 15,0        |
| B      | 4°16′ ю. ш. 0°50′ в. д. / 4,26° ю. ш. 0,83° в. д. | 3,8         |
| C      | 3°30′ ю. ш. 0°13′ в. д. / 3,5° ю. ш. 0,21° в. д.  | 4,3         |
| D      | 0°14′ ю. ш. 2°46′ в. д. / 0,24° ю. ш. 2,76° в. д. | 4,0         |
| K      | 3°49′ ю. ш. 1°01′ в. д. / 3,82° ю. ш. 1,01° в. д. | 6,9         |
| R      | 3°31′ ю. ш. 2°06′ в. д. / 3,51° ю. ш. 2,1° в. д.  | 13,0        |
| W      | 3°15′ ю. ш. 2°44′ в. д. / 3,25° ю. ш. 2,74° в. д. | 2,6         |
| X      | 2°55′ ю. ш. 0°39′ в. д. / 2,92° ю. ш. 0,65° в. д. | 4,5         |
| Y      | 1°18′ ю. ш. 0°32′ в. д. / 1,3° ю. ш. 0,54° в. д.  | 3,0         |

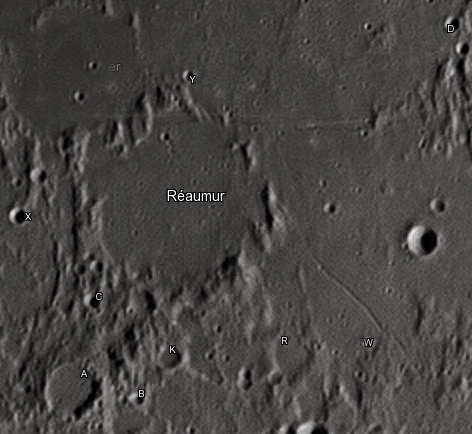
Снимок Девида Кемпбелла.

- Сателлитный кратер Реомюр E является концентрическим кратером.

## См.также
- Список кратеров на Луне
- Лунный кратер
- Морфологический каталог кратеров Луны
- Планетная номенклатура
- Селенография
- Минералогия Луны
- Геология Луны
- Поздняя тяжёлая бомбардировка